# フランシス・ガイ
フランシス・ガイ（Francis Guy、1760年 – 1820年）はイギリス生まれのアメリカ合衆国の初期の風景画家である。独立間もない1795年に、アメリカ合衆国に移住し、ボルチモアやニューヨークの風景などを描いた絵画を残した。

## 略歴
ロンドンで生まれた。ロンドンで絹の染色の仕事をしていて、染色の仕事をするつもりで、1795年9月にアメリカに移住し、ニューヨークやフィラデルフィアにしばらく滞在し、1798年までにはボルチモアで働くようになったが、1799年に火事で染色の仕事を続けられなくなり、画家として生活することになった。
画家としての訓練は受けてなかったが、ボルチモアの美術品コレクターのロバート・ギルモアの支援を受けて、ギルモアのコレクションを模写して絵を学んだ 。ボルチモアの金持ちたちの注文を受けて、郊外の邸宅などを描いた風景画や、のちに街に住む人々の暮らしを描いた 。1817年にニューヨークのブルックリンに移り、亡くなる1820年までそこで暮らした。
当時のアメリカでガイのような写実的な街の風景を描く画家は珍しかったのでアメリカ美術における重要な風景画家の一人とされる。